# 雷普莱斯 (亚利桑那州)
雷普莱斯（英語：Ray Place）是位於美國亞利桑那州莫哈維縣的一個非建制地區。該地的面積和人口皆未知。

## 地理
雷普莱斯的座標為35°49′21″N 114°00′14″W / 35.82250°N 114.00389°W，而該地的平均海拔高度為1537米（即5043英尺）。